# Весин, Леонид Павлович
Леонид Павлович Весин (1850, Санкт-Петербург — 7 (19) марта 1895, Санкт-Петербург) — российский географ, писатель и государственный служащий.

## Биография
Родился в 1850 году в Санкт-Петербурге.
Окончил Санкт-Петербургский университет.
С 1873 года служил в Министерстве финансов Российской Империи. Под его непосредственным руководством были напечатаны статистические обзоры по департаменту неокладных сборов с 1889 года. В 1893 году, когда Министерство финансов составляло для всемирной выставки в Чикаго обзор главнейших отраслей промышленности в России в связи с её торговлей, изданный под заглавием «Фабрично-заводская промышленность и торговля России», Весин участвовал в составлении этого обзора и написал для него статьи о табачной фабрикации и производстве жирных масел.
Автор ряда статей по экономике России в прошлом и настоящем. Помещал статьи по политико-экономическим вопросам и по педагогике в «Северном вестнике», «Вестнике Европы», «Семье и школе», «Народной школе», а также в газете «Новости».
В 1876 году напечатал «Исторический обзор учебников общей и русской географии, изданных со времени Петра Великого по 1876 год», рассмотрев в нём более 230 учебников и пособий по географии (продолжением этого труда является «Исторический обзор учебников географии (1876—1934)» Н. Н. Баранского). Автор статьи «О неудовлетворительности современного положения в России географии, как учебного курса».
Книга «Значение отхожих промыслов в жизни русского крестьянства» напечатана в трёх номерах журнала «Дело» в 1886—1887 гг.; её материалы использовал В. И. Ленин в книге «Развитие капитализма в России».
Вопрос о табаководстве был особенно подробно разработан Леонидом Весиным в 1887—88 годах при составлении «Обзора табаководства в России».
Занимался также вопросами этнографии (в статьях «Влияние народного характера на экономическую деятельность», «Современный великорус в его свадебных обычаях и семейной жизни»).
После продолжительной болезни умер 7 марта 1895 года в Санкт-Петербурге.

## Семья
Старший брат, Сергей Павлович Весин (1841—?) ― русский писатель, педагог, создатель пособия для учителей «Сборник тем и планов для сочинений» (1875), переиздававшегося 8 раз с 1875 по 1911 годы, преподавал в гимназии, автор книги «Очерки истории русской журналистики двадцатых и тридцатых годов» (1881).